# A New World Record
A New World Record is het zesde studioalbum van de Britse rockgroep Electric Light Orchestra, uitgebracht in 1976.
De opnamen vonden plaats in de Musicland Studios in München. Het strijkorkest en de koorklanken werden toegevoegd vanuit de De Lane Lea Studios in Londen, later nog aangevuld met verbeteringen vanuit de Cherokee Studios in Los Angeles. Het album betekende een definitieve doorbraak in het Verenigd Koninkrijk; het haalde er de top 10 aan albums. Van het albums werden drie singles gehaald, voor de Verenigde Staten werd daartoe een oud nummer van stal gehaald: Do ya uit de tijd van The Move, voorloper van ELO.
Jim van Alphen constateerde in 1976 voor Het Parool dat Jeff Lynne voor dit album de ultieme combinatie van klassiek en rock had gevonden, iets wat Lynne en Roy Wood voor ogen hadden bij de oprichting van ELO. Ook Melody Maker, New Music Express, Record Mirror en Rolling Stone beaamden dat. Die visie werd later overgenomen door Lynne zelf in 2006 ("The songs started to flow and most of them came quickly to me"). Ook sites gewijd aan muziek zoals Allmusic namen dat later over.
OOR's Pop-encyclopedie (versie 1992) was een andere mening toegedaan. Zij vonden dat ELO in herhaling viel; er was sinds Eldorado - A Symphony by the Electric Light Orchestra eigenlijk niets nieuws onder de zon; ELO klonk in hun ogen uitgeblust; wederopstanding zou pas een album later plaatsvinden in Out of the Blue. Deze visie van uitgeblustheid werd in 1976 ook al opgemerkt door de muziekrecensent van Trouw.
Op de hoes is voor het eerste het nieuwe ELO-logo te zien in de vorm van een ruimteschip.

## Nummers
| Nr. | Titel                    | Duur |
| --- | ------------------------ | ---- |
| 1.  | Tightrope                | 5:03 |
| 2.  | Telephone line           | 4:38 |
| 3.  | Rockaria!                | 3:12 |
| 4.  | Mission (A world record) | 4:25 |

| Nr. | Titel            | Duur |
| --- | ---------------- | ---- |
| 1.  | So fine          | 3:54 |
| 2.  | Livin' Thing     | 3:31 |
| 3.  | Above the clouds | 2:16 |
| 4.  | Do ya            | 3:43 |
| 5.  | Shangri-La       | 5:32 |

De volgorde op de muziekcassette was anders, maar bevatte geen andere tracks dan deze. In 2006 volgde een heruitgave met remixen etc. en de destijds onuitgebrachte track Surrender. Een viertal tracks van het originele album is terug te horen in de film Joyride uit 1977.

## Verkoop
Het album haalde in Denemarken, Duitsland, Nederland, Noorwegen, Oostenrijk, Verenigd Koninkrijk en Zweden de top 10. Ook in Australië, Canada, Nieuw-Zeeland en de Verenigde Staten verkocht het goed. In Nederland stond het veertien weken genoteerd in een top 20 tussen albums als Arrival, Chicago X, Beautiful Noise van Neil Diamond en Songs in the Key of Life van Stevie Wonder. Arrival van Abba hield A New World Record twee weken achtereen van de eerste plaats. Het album haalde in Nederland de gouden status met meer dan 50.000 exemplaren; wereldwijd ging het album meer dan vijf miljoen keer over de toonbank in het jaar na uitgifte.
Jeff Lynne
Roy Wood · Bev Bevan · Bill Hunt · Steve Woolam · Rick Price · Richard Tandy · Mike Edwards · Wilfred Gibson · Hugh McDowell · Andy Craig · Colin Walker · Mike de Albuquerque · Mik Kaminski · Louis Clark · Kelly Groucutt · Melvyn Gale · Dave Morgan · Martin Smith · Marc Mann · Matt Bissonette · Gregg Bissonette · Peggy Baldwin · Sarah O'Brien · Rosie Vela